# Upwaltham
Upwaltham är en civil parish i Storbritannien.   Den ligger i grevskapet West Sussex och riksdelen England, i den södra delen av landet, 80 km sydväst om huvudstaden London. Arean är 4,9 kvadratkilometer.
Terrängen i Upwaltham är platt.